# Антон Фуггер
Антон Фуггер (нім. Anton Fugger; *10 червня 1493, Нюнберг —†14 вересня 1560, Аугсбург) — німецький банкір та підприємець, представник впливового роду Фуггерів. Девіз «Тиша найкраще!».

## Життєпис
Народився 1493 року у Нюрнберзі. Був молодшим сином Георга Фуггера та Регіони Імхоф. З дитинства йому було визначена кар'єра підприємця. Замолоду став працювати у банківській конторі свого дядька Якоба, який зрештою вирішив залишити у спадок свій банк саме Антону. Останній у 1525 році після смерті Якоба Фуггера успадкував його банківську справу й близько 2 млн гульденів.
Антон Фуггер діяв дуже успішно, значно розширив успадкований банк, створив численні філіали. Поступово стає кредитором багатьох володарів Німеччини. Особливо плідною була співпраця з представниками роду Габсбургів — імператором Карлом V та його братом Фердинандом I, від яких отримав прізвиська «князь купців». У 1530 році отримує титул графа імперії за надання фінансової допомоги при обранні Фердинанда I римським королем. Незабаром після цього дістає привілей на карбування монети.
З часом представництва банку Фуггерів виникли у віце-королівства Нова Іспанія, Ла-Плата, Перу, островах Карибського басейну. Водночас зумів отримати монополії у видобутку і продажу міді, срібла та ртуті. У 1546 році статки Антона Фуггера сягнули 5 млн гульденів. Кантори Фуггерів відкриваються в Англії, Угорщині, Богемії, Іспанії. Втім оголошено у 1557 році королем Філіпом II банкрутство Іспанії завдало великої шкоди Фуггерам — збитки сягнули 4 млн гульденів. Втім банк Фуггерів витримав цей удар. До кінця життя Антон продовжував також іншу традицію свого роду: накопичував земельну власність, здебільшого у Німеччині.
За ініціативою Антона було відкрито спеціальну школу, де готувалися до банківської справи представники роду Фуггерів. Помер 14 вересня 1560 року в Аугсбурзі. Він залишив у спадок 7 млн гульденів.

## Родина
Дружина — Ганна Рехлінгер фон Ґоргау (1511–1548), представниця патриціанського роду Аусбурга.
Діти:
- Маркус (1529–1597), у шлюбі з Сибіллою, графинею фон Еберштейн
- Ганна (1530–1549)
- Ганс (1531–1598), у шлюбі з Елізабетою, баронесою Ноттґальфт—Вайсештейн
- Катаріна (1532–1585), у шлюбі з Якобом, графом Монфор
- Ярема (1533–1573)
- Регіна (1537–1584), чоловік: Вольфганг Дітрих, граф Хардегг
- Сусанна (1539–1588), чоловік: Бальтазар Траутсон, граф Матрай
- Якоб (1542–1598)
- Марія (1543–1583)
- Вероніка (1545–1590)